# 癒著丘
癒著丘，又稱癒合丘，是描述地形的一種地理學名詞；顧名思義，就是指離堆丘再度與河岸陸地接合。由於深受新舊河道所包圍的殘丘，當河流集中在某一條河道時，發生下切侵蝕或回春作用，或者是因為另一條河道遭受到陸化，這都可能會使殘丘與河岸陸地之間原本被河道隔開，因此而產生有如「癒合」的狀態，這座殘丘即被稱為癒著丘。但在地理學的解釋，離堆丘與河岸之間的切斷部再度癒合，那麼完成癒合的離堆丘即稱為癒著丘。
在外觀上，癒著丘有著很顯著的特徵，往往是一側緊鄰或接近有水流的河道，另一側則是與陸地接攘。在其接攘處就是地理學界所要調查的對象，因為這是辨識是否為歷史上過去曾經是河道，一旦確認是切斷部，那麼就能知道這座殘丘過去曾是離堆丘。但是，切斷部也可能會受到斷層通過所影響，地形被抬升，又或被切斷而形成鞍部，而且斷層作用也可能會迫使河流改道，這使得地理學界要去確認是否為癒著丘有了變因，再加上河流的流路變化多端，可能會在新舊河道之間改道數餘次仍不止，也可能會新舊河道之間都有其流水進行侵蝕，甚至可能會額外形成更多的新河道，無論河流如何地變化，倘若發生癒合，通常在外觀上都會呈現一種突出於河道上的尖端狀或長條狀地形。
所以在有些地形之中，尤其發生在河道最窄之處，即兩岸陸地最接近之處，切斷部就不一定只會發生在其中一岸，對於侵蝕旺盛或多次改道的河流而言，可能過去的癒著丘在對岸是切斷部，現在變成是這一岸才是切斷部，但在地形上仍保持癒著丘的外觀，這並不一定表示河道最窄之處就會存在著癒著丘的二側都是切斷部，甚至可能不會發生癒著丘。